# Rörtjärn (Arjeplogs socken, Lappland, 731896-158635)
Rörtjärn är en sjö i Arjeplogs kommun i Lappland och ingår i Skellefteälvens huvudavrinningsområde.